# Emily V. Fischer

Diagram vzniku a pohybu aerosolů a plynů v zemské atmosféře, které vytvářejí smog

Emily V. Fischer (* 1979 Rhode Island) je americká atmosférická chemička a docentka na katedře atmosférických věd na Coloradské státní univerzitě. Proslavila se svou prací na projektu WE-CAN (Wildfire Experiment for Cloud Chemistry, Aerosol Absorption and Nitrogen) a na projektu PAN (PeroxyAcetyl Nitrate), na nichž studovala především pohyb a vliv oxidantů v troposféře. Peroxyacetyldusičnan je významné oxidační činidlo přítomné ve fotochemickém smogu, které je stabilnější než ozon.
Obdržela několik vyznamenání, včetně prestižní medaile Jamese B. Macelwanea (průkopník seismologie), která je každoročně udělována třem až pěti začínajícím vědcům jako uznání jejich významného přínosu vědě o Zemi a vesmíru.
Emily je aktivistkou pro podporu žen v oborech Science, technology, engineering, and mathematics (STEM). V roce 2014 spolu s dalšími vědci zahájila program Promoting Geoscience, Research, Education and Success (PROGRESS), který si klade za cíl ulehčit ženám kariéru v geologických vědách a naučit je, jak překonávat překážky během vědecké kariéry.

## Vzdělání

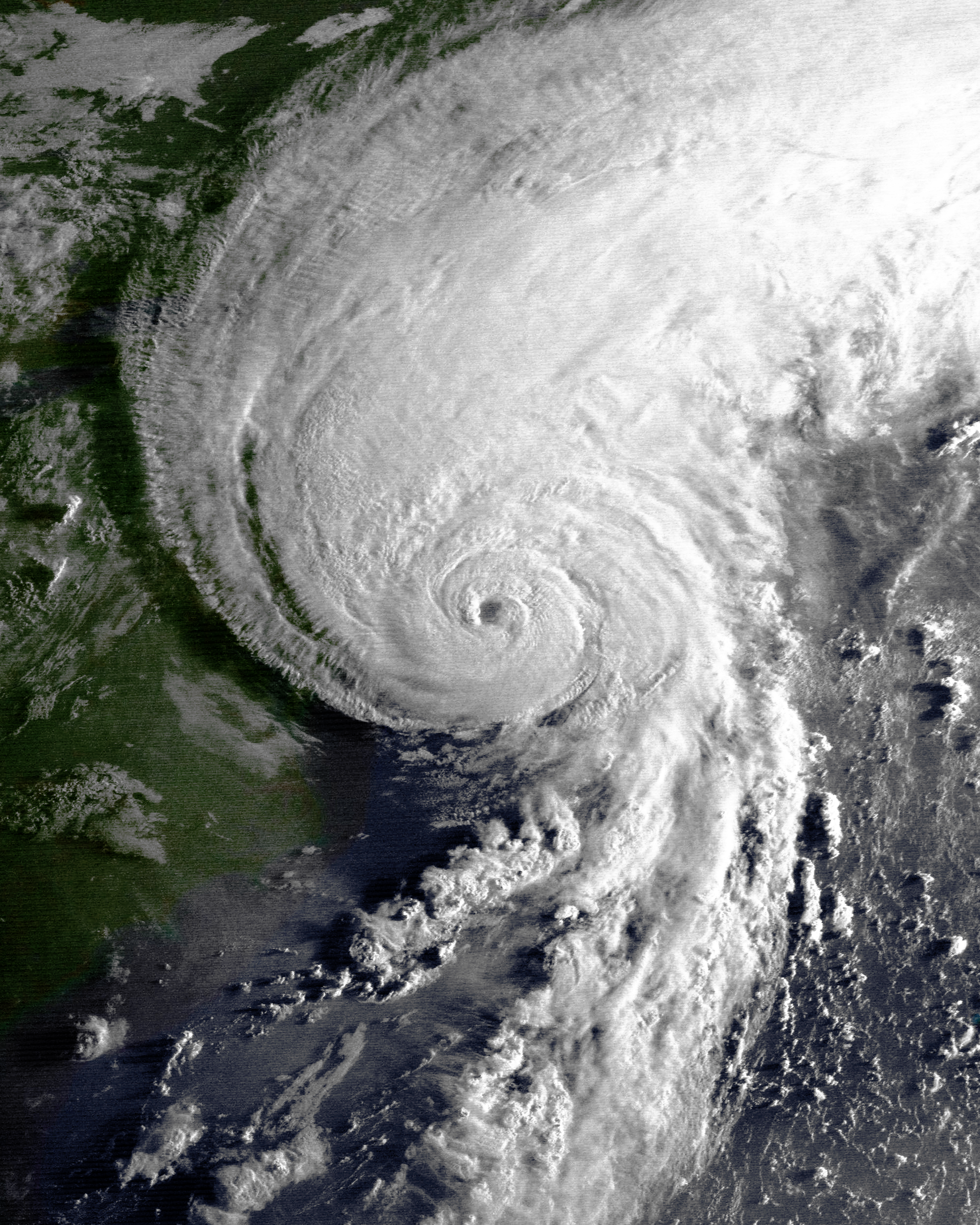
Hurikán Bob (1991) ovlivnil rozhodnutí Emily věnovat se vědě o atmosféře

Emily se narodila v roce 1979 na Rhode Islandu v severovýchodní části USA. Věda o atmosféře ji začala přitahovat, když v srpnu 1991 zasáhl její domov hurikán Bob. Bylo jí tehdy jedenáct let a byla ohromena tímto přírodním úkazem. Zavolala tehdy místnímu meteorologovi s otázkou, co způsobilo tak mohutný vítr, a po jeho vysvětlení se rozhodla studovat atmosférické jevy a věnovat se vědě.

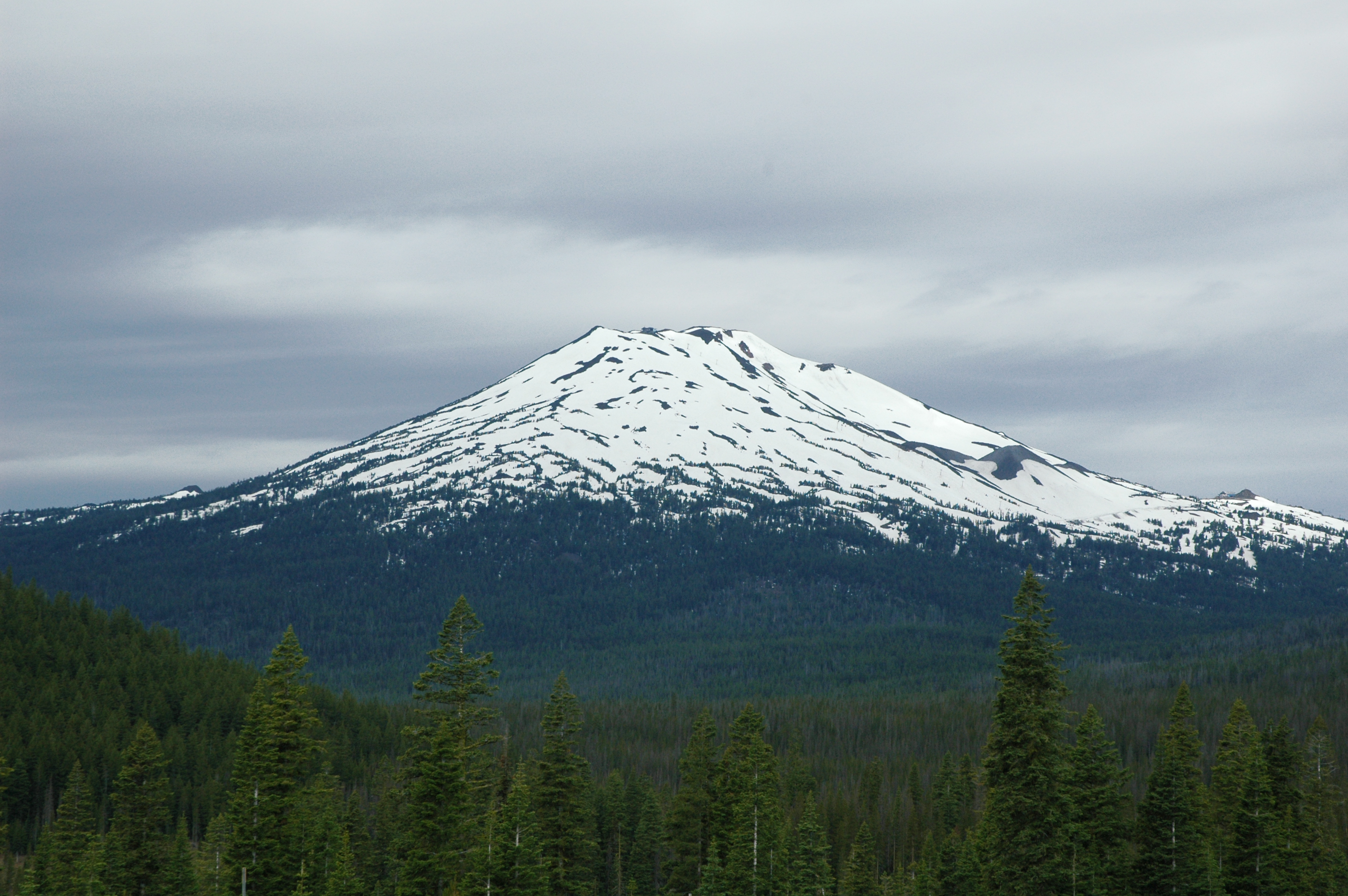
Nečinná sopka Bachelor v Oreganu, kde probíhal výzkum transpacifického znečištění ovzduší

Po roce na Colby College přestoupila na Universitu Britské Kolumbie, kde v roce 2002 získala bakalářský titul v oboru atmosférických věd. V roce 2005 získala titul M.S. ve vědách o Zemi na University of New Hampshire v Durhamu.  
Po studiu transpacifického znečištění ovzduší na neaktivní sopce Mount Bachelor v Oregonu získala v roce 2010 doktorát z atmosférických věd na Washingtonské univerzitě.

## Kariéra a výzkum
V roce 2011 se Emily stala spolupracovnicí pro klima a globální změny v NOAA (National Oceanic and Atmospheric Administration) v Center for the Environment na Harvardově univerzitě. Tam zkoumala procesy řídící pohyby nejdůležitějších atmosférických oxidantů, hydroxylových radikálů a ozonu. Pracovala zde až do roku 2013.

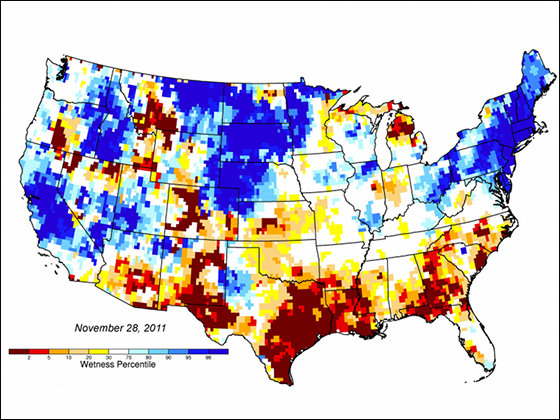
Mapa podzemních vod a půdní vlhkosti ve Spojených státech, která ukazuje spojitost se sezónou požárů v roce 2011.

V roce 2013 se stala odbornou asistentkou na Colorado State University, kde působí dodnes jako docentka na katedře atmosférických věd. Její nejvýznamnější práce byla na projektu Western Wildfire Experiment for Cloud Chemistry, Aerosol Absorption and Nitrogen (WE-CAN). Cílem projektu bylo studovat jak chemické složení, tak pohyb sloučenin produkovaných lesními požáry. Kromě toho byl projekt průkopníkem ve využití satelitní techniky pro měření PAN. V současnosti je to vědci velmi využívaná metoda pro výzkum atmosféry.

## Ocenění a vyznamenání
- V roce 2018 obdržela cenu Graduate Advising and Mentorship Award (CSU).[11]
- V roce 2019 obdržela medaili James. B Macelwane od Americké geofyzikální unie[2]
- V roce 2019 byla studenty katedry atmosférických věd CSU vybrána jako profesorka roku.[12]

### Vybrané publikace
- FISCHER, E. V.; JAFFE, D. A.; REIDMILLER, D. R.; JAEGLÉ, L. Meteorological controls on observed peroxyacetyl nitrate at Mount Bachelor during the spring of 2008. Journal of Geophysical Research: Atmospheres. 2010, s. D03302. ISSN 2156-2202. doi:10.1029/2009JD012776. Bibcode 2010JGRD..115.3302F. (anglicky)
- FISCHER, E.V.; DZEPINA, K.; TALBOT, R. W.; RIES, L.; ROIGER, A.; SINGH, H. B.; PAULOT, F. Atmospheric peroxyacetyl nitrate (PAN): a global budget and source attribution. Atmospheric Chemistry and Physics. 2014-03-14, s. 2679–2698. ISSN 1680-7316. doi:10.5194/acp-14-2679-2014. PMID 33758588. Bibcode 2014ACP....14.2679F. (anglicky)
- FISCHER, E. V.; JACOB, D. J.; MILLET, D. B.; YANTOSCA, R. M.; MAO, J. The role of the ocean in the global atmospheric budget of acetone. Geophysical Research Letters. 2012, s. 10.1029/2011gl050086. Dostupné online. ISSN 1944-8007. doi:10.1029/2011GL050086. PMID 33758438. Bibcode 2012GeoRL..39.1807F. (anglicky)
- GONG, S. L.; JEONG, M.-J.; JAFFE, D. A.; HSU, N. C.; FISCHER, E. V. A decade of dust: Asian dust and springtime aerosol load in the U.S. Pacific Northwest. Geophysical Research Letters. 2009-02-01, s. n/a. ISSN 1944-8007. doi:10.1029/2008GL036467. Bibcode 2009GeoRL..36.3821F. (anglicky)